# Epilobium obscurum
Epilobium obscurum là một loài thực vật có hoa trong họ Anh thảo chiều. Loài này được (Schreb.) Schreb. mô tả khoa học đầu tiên năm 1771.

## Hình ảnh

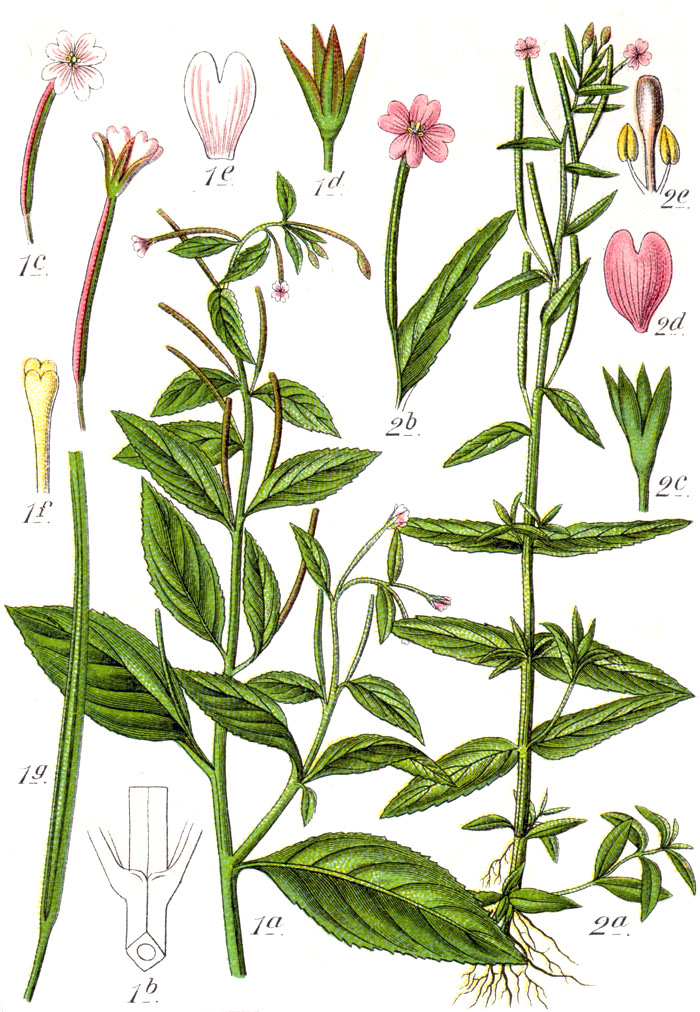
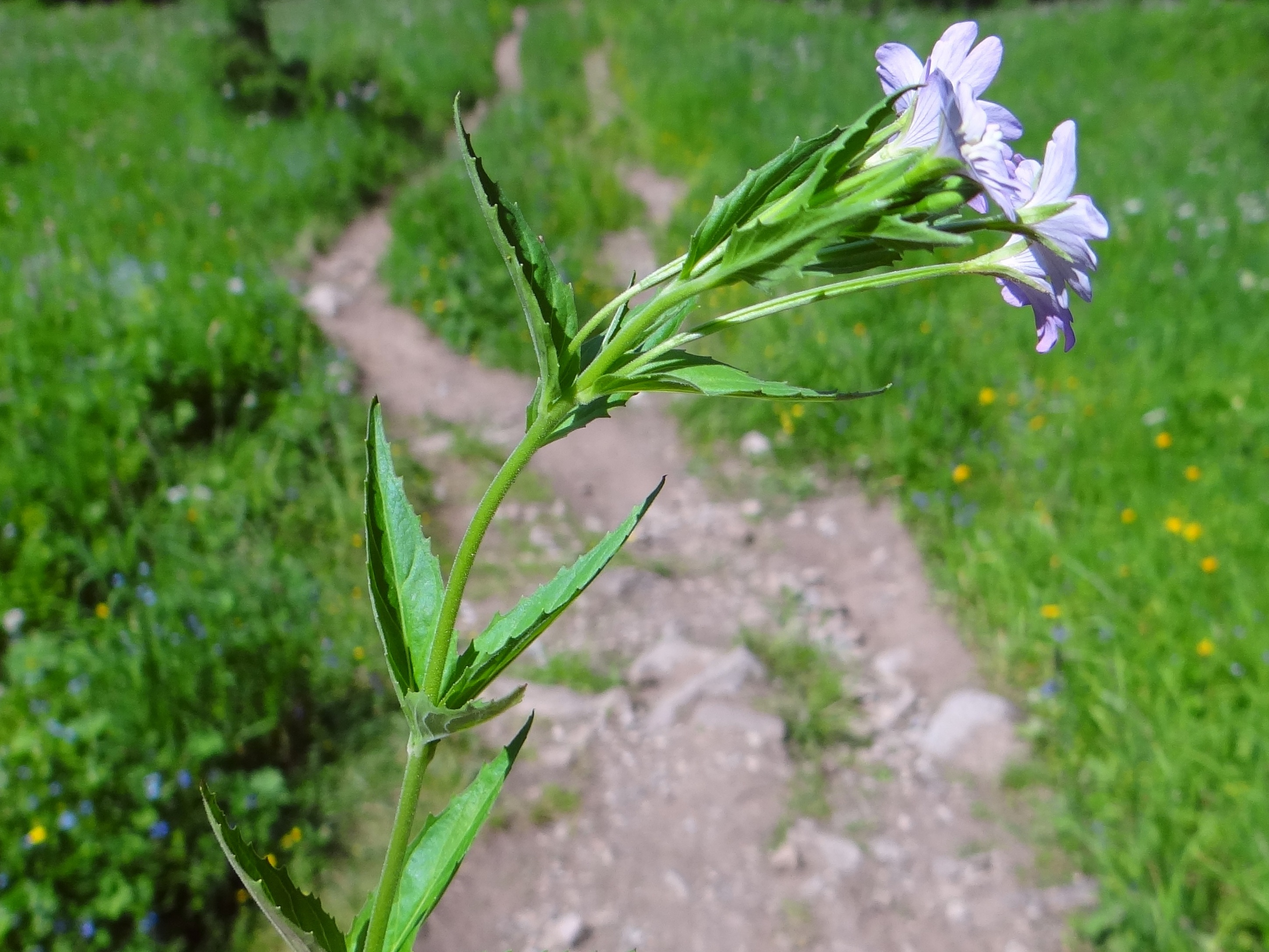